# Ribera de Vall
Ribera de Vall és una localitat que pertany al municipi d'Areny de Noguera, a la Ribagorça (Aragó).
Està situada a l'esquerra de la Valira de Cornudella. Va formar part de l'antic municipi de Cornudella de Valira del qual era la capital.
La seva església és del segle xviii, la portada romànica procedeix de l'ermita de Sant Pere (del segle XII), avui en ruïnes